# 宗教文化出版社
宗教文化出版社是中华人民共和国的一家出版社，成立于1995年，社址位于北京市，隶属于国家宗教事务局。主要业务范围为宗教相关图书。